# نظام كراي XMT

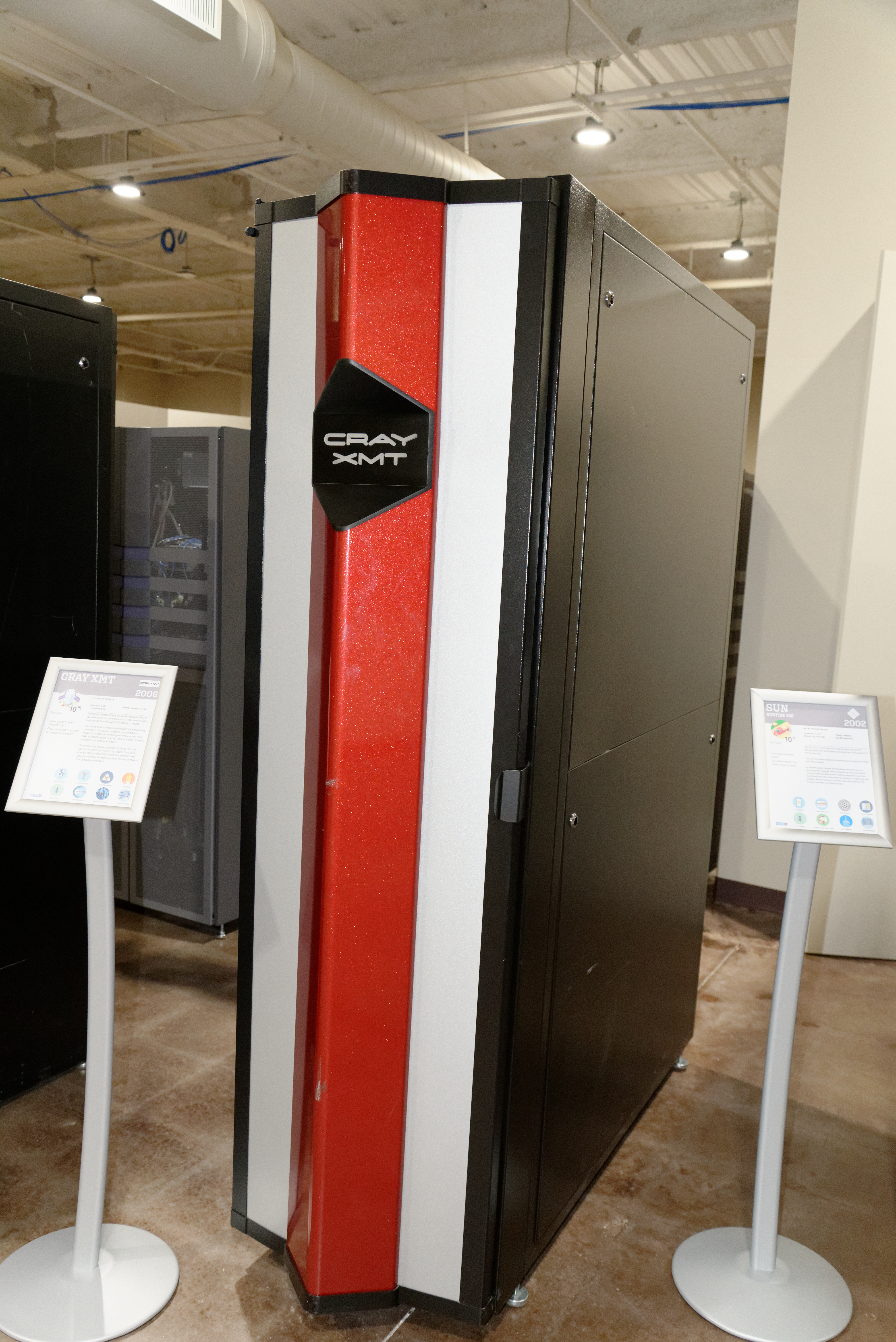
حاسوب بمعمارية كراي XMT

نظام كراي XMT صُمم كامتداد معماري لنظام كراي MPP السابق، بهدف تحسين قابلية التوسع، وتعزيز التوافقية، وتوفير منصة مرنة للحوسبة عالية الأداء HPC باستخدام تقنيات المعالجة المتوازية متعددة الخيوط Multithreading.
• يعتمد تصميم XMT على بنية معالجات Cray MPP، لكنه يستفيد من تقنية Torrenza من AMD، والتي تتيح استخدام مقابس إيه إم دي أبترون لتركيب رقائق Cray Threadstorm، المصممة خصيصا لدعم المعالجة المتوازية المكثفة. يوفر هذا النهج نظام عالي الأداء يمكنه تنفيذ عدد كبير من الخيوط البرمجية في وقت واحد، مما يجعله مناسبا لتطبيقات الحوسبة العلمية وتحليل البيانات الضخمة.

## البنية التفرعية التي تعتمد عليها هذه المخدمات
• معالج واحد من Cray Threadstorm يمكن أن تدعم 128 خط متزامنين في وقت واحد وتربط بحدود 8 غيغا بايت من الذاكرة الرئيسية والتي تسهل الوصول بشكل إجمالي إلى أي معالج آخر في النظام.

• كل معالج من نوع Cray Threadstorm يوصل مباشرة شريحة ربط خاصة Cray SeaStar2 مما أدى إلى زيادة التردد و إلى ميزة زمن قصير للوصول إلى الشبكة لكل أنظمة Cray .

• وهذا يسمح لمنصة Cray XMT أن تدرج من 24 إلى أكثر من 8000 معالج مزودة ب مليون خط متزامن و64 تيرا بايت من الذاكرة المشتركة.

• وهناك تقنيات أخرى تستخدم نظام Cray XTTM ومنصة Cray XMT تتضمن منظومة AMD Opteron منفصلة معتمدة على خدمة الشفرات والتي نستطيع أن نعدها لاحتياجات معينة، للإدخال والإخراج والوصول إلى الشبكة أو وظائف النظام ويمكن أيضاً تزويدها بمعالجة بيانات غير محدودة لهذه التطبيقات والتي تكون مخدمة جيداٌ بواسطة من تقنيات المعالجة المتوازية و Scalar .

• يدير نظام Cray XMT نظام التشغيل الذي يوزع نواة المعالجة المتوازية إلى معالج الشفرات وإلى نظام التشغيل Linux الموجود على الخدمة وإلى شفرات الإدخال والإخراج هذا يسمح لعقد المعالجة أن تركز على التطبيق بدون أن يكون هناك إعاقة في وظيفة النظام الإداري.

## - البيئة التي تعمل عليها المعالجات:
بيئة برمجة Cray XMT تتضمن أدوات تحليل البرامج المتقدمة لهذه البرامج المتطورة:

• C and C++ compilers

• Automatic parallelization

• STL and common math libraries

• Cross compiler on Linux processors

• gcc/g++ on Linux nodes

• Cray Apprentice2™ for compiler analysis and performance visualization 

## - مواصفات Cray XMT:

### وحدة المعالجة المركزية
• 500 MHz Single 64-bit Cray Threadstorm Processor,128 Threads per processor

• 4 or 8 GB per processor

• Opteron socket 940 compatible

• Low Power 30 Watt Design

• 96 CPUs per cabinet (max), 8024 CPUs per system (max)

### وحدات الإدخال والإخراج
• XMT I/O is controlled by specialized service nodes based on the AMD Opteron processor.

• I/O uses PCI-X interfaces associated with service nodes.

• 2 Gb/s Fiber Channel disk interfaces to DDN and Engenio RAID systems.

• 1 GbE and 10GbE network connections.

### نظام التشغيل MTK
Monolithic OS that provides a global shared memory view of the system API is based on BSD 4.4 with Cray extensions

### المترجمات
C/C++ optimizing compiler developed by Cray to target the XMT instruction set architecture Aggressive automatic parallelization capability.

### الطاقة
15 - 22.5 kW (15.3 - 22.9 kVA) per cabinet, depending on configuration. 80 AMP at 200/208VAC (3 Phase & Ground), 63 AMP at 400 VAC (3 Phase, Neutral & Ground)

### الأبعاد
H 80.50 in. (2045 mm) x W 22.50 in. (572 mm) x D 56.75 in. (1441 mm)

### الوزن
1529 lbs per cabinet (694 kg)